# Gorani

Tereny, na których zamieszkują Gorani.

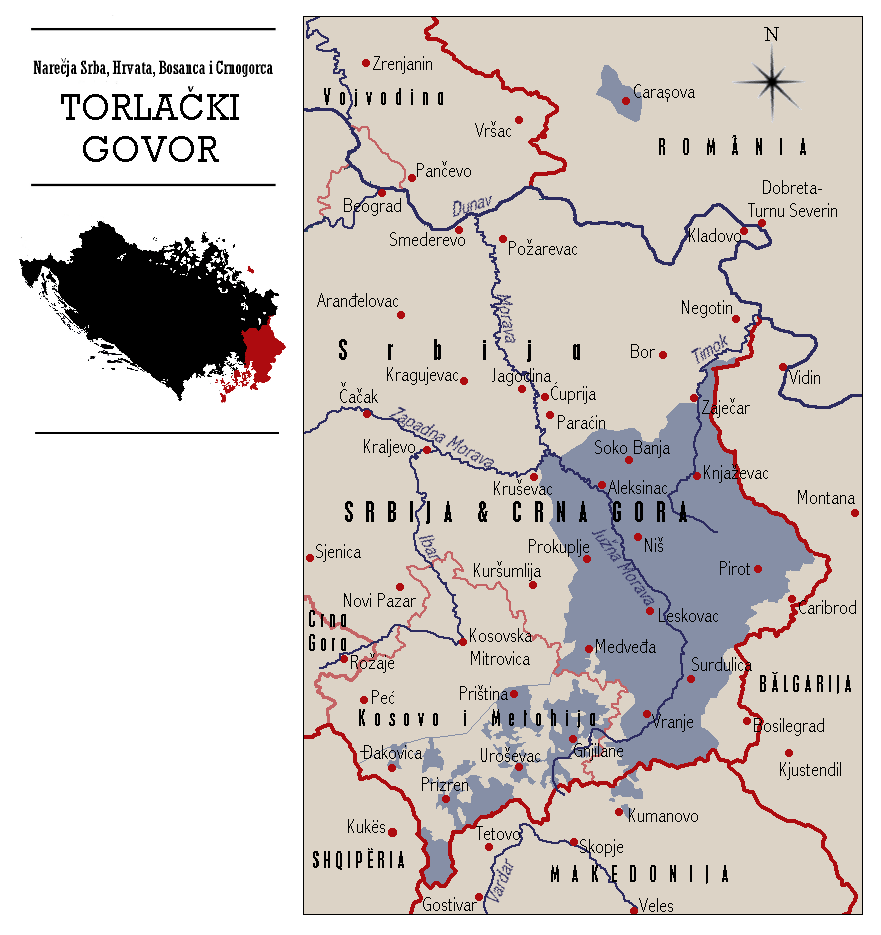
Zasięg dialektu torlackiego, którego używają Gorani.

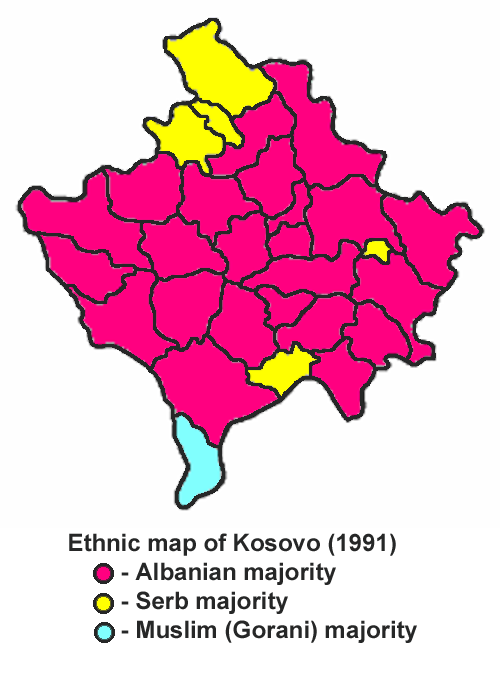
Kosowo – gmina z większością Goran w kolorze niebieskim.

Gorani, Gorańcy (serb. Горанци) – południowosłowiańska grupa etniczna, w większości wyznająca islam (sunnizm), zamieszkująca górzysty obszar zwany Gorą (powierzchnia około 500 km²), zlokalizowany pomiędzy trzema państwami:
- Kosowem – południowa część kraju (miasto Dragash/Dragaš i 18 wsi gminy Dragaš: Baçka/Bačka, Brodi/Brod, Dikanca/Dikance, Donja Rapča, Glloboçica/Globočica, Gornja Rapca, Krushevë/Kruševo, Kukjan/Kukuljane, Leshtan/Leštane, Lubovishtë/Ljubovište, Mali Krstec, Mlikë/Mlike, Orqushë/Orčuša, Radeshë/Radeša, Restelicë/Restelica, Veliki Krstec, Vranishtë/Vranište, Zlipotok/Zli Potok);
- Albanią – wschodnia część kraju (9 wsi gmin: Kukës, Shishtavec i Zapod);
- Macedonią Północną – północno-zachodnia część kraju (2 wsie w Dolinie Polog: Jelovjane, Urvič).

Posługują się gwarą goranską (našinską), stanowiącą rodzaj dialektu torlackiego (serb.-chorw. torlačko narječje, torlački), uznawanego za odmianę języka serbskiego (bułgarskiego) z elementami staro-cerkiewno-słowiańskimi i albańskimi.
Ogólną liczbę Goran szacuje się na 60 tys. osób. Zwarte grupy żyją również poza rodzimym regionem, m.in. w Belgradzie (około trzy do pięciu tysięcy osób) i innych miejscowościach środkowej Serbii, a także w Chorwacji, Węgrzech, Czarnogórze, Bośni i Hercegowinie, Turcji (Stambuł) oraz we Włoszech.